# Lemuel W. Royse

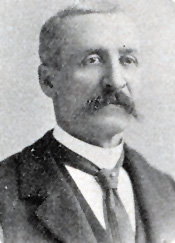
Lemuel W. Royse

Lemuel Willard Royse (* 19. Januar 1847 bei Pierceton, Kosciusko County, Indiana; † 18. Dezember 1946 in Warsaw, Indiana) war ein US-amerikanischer Politiker.
Royse studierte Jura und praktizierte nach seiner Aufnahme in die Anwaltschaft 1874 in Warsaw. 1876 wurde er Staatsanwalt am 33. Gerichtsbezirk von Indiana. Von 1885 bis 1891 übte Royse das Amt des Bürgermeisters von Warsaw aus.
Royse, der 1892 Delegierter zur Republican National Convention war, wurde für seine Partei in den Kongress gewählt und vertrat dort vom 4. März 1895 bis zum 3. März 1899 den 13. Wahlbezirk des Bundesstaates Indiana im US-Repräsentantenhaus. 1898 wurde er von seiner Partei nicht mehr als Kandidat aufgestellt. Royse begann nun wieder in Warsaw zu praktizieren. Von 1904 bis 1908 sowie von 1920 bis 1932 war er Richter am Kosciusko County Circuit Court. In der Zeit zwischen seiner Richtertätigkeit und danach bis zu seinem Ruhestand 1940 war Royse in seinem früheren Beruf tätig. Er starb 1946 in Warsaw und wurde auf dem Oakwood Cemetery beigesetzt.